# Гуинес
Гуи́нес (исп. Güines) — муниципалитет и город в провинции Маябеке на Кубе. Расположен в 30-и километрах юго-восточнее Гаваны.

## География
Площадь составляет 445 км². Численность населения муниципалитета в 2004 году составляла 68 951 человек. Плотность населения — 154,9 человек на квадратный километр.

## История
Основан в 1737 году испанцами.
В 1837 году была открыта первая железная дорога на Кубе (одна из первых в Латинской Америке), связавшая муниципалитет с Гаваной.
В 1970 году население города составляло 41 тыс. человек, он был торговым центром развитого сельскохозяйственного района, здесь действовали предприятия пищевой, кожевенной, текстильной, химической и табачной промышленности.

## Демография
Численность населения муниципалитета 68 951 человек (по состоянию на 2004 год). С 1953 года население возросло на треть.
| 1899   | 1907   | 1919   | 1931   | 1943   | 1953   |
| ------ | ------ | ------ | ------ | ------ | ------ |
| 11 394 | 18 300 | 27 917 | 30 922 | 37 073 | 42 840 |

## Административно-территориальное деление
Муниципалитет Гуинес поделен на районы: Каталина, Норте, Рураль Примеро, Рураль Сегундо, Рураль Терсеро, Рураль Кварто и Сур. Территория района Каталина вошла в состав муниципалитета в 1902 году.
|      | Сур    | Каталина | Норте | Рураль Примеро | Рураль Сегундо | Рураль Терсеро | Рураль Кватро |
| ---- | ------ | -------- | ----- | -------------- | -------------- | -------------- | ------------- |
| 1919 | 9 017  | 1 757    | 4 662 | 4 091          | 2 912          | 1 930          | 3 548         |
| 1931 | 11 269 | 1 859    | 5 636 | 3 875          | 3 051          | 1 969          | 3 263         |
| 1943 | 13 987 | 2 359    | 8 682 | 3 150          | 3 672          | 2 011          | 3 212         |

## Экономика
Часть территории муниципалитета занята плантациями сахарного тростника. Кроме того, здесь есть посевы продовольственных культур и молочное животноводство.

## Транспорт
Узел железных и автомобильных дорог.